# Vasconcellea goudotiana
Vasconcellea goudotiana là một loài thực vật có hoa trong họ Caricaceae. Loài này được Triana & Planch. miêu tả khoa học đầu tiên năm 1873.